# Otostigmus rex
Otostigmus rex är en mångfotingart som beskrevs av Chamberlin 1914. Otostigmus rex ingår i släktet Otostigmus och familjen Scolopendridae.
Artens utbredningsområde är Peru. Inga underarter finns listade i Catalogue of Life.